# Lemoore (Kalifornija)
Lemoore je grad u američkoj saveznoj državi Kalifornija. Prema popisu stanovništva iz 2010. u njemu je živjelo 24.531 stanovnika.